# 巴拉諾韋 (伊瓦尼夫卡區)
46°56′19″N 30°24′25″E / 46.93861°N 30.40694°E
巴拉諾韋（烏克蘭語：Баранове）是位於烏克蘭西南部的村莊，由敖德萨州贝雷济夫卡区的伊萬尼夫卡市鎮負責管轄。該村始建於1864年，面積2.88平方公里，海拔高度9米，2001年人口563，人口密度每平方公里195.42人。